# كريستيانو غوميز
كريستيانو غوميز هو لاعب كرة قدم برازيلي، ولد في 20 فبراير 1985 في سانتانا دو ليفرامينتو ‏ في البرازيل. لعب مع نادي دانوبيو.

## وصلات خارجية
- كريستيانو غوميز على موقع قاعدة بيانات كرة القدم.إي يو (الإنجليزية)
- كريستيانو غوميز على موقع Soccerway.com (الإنجليزية)